# Parafia Matki Bożej Wspomożycielki Wiernych w Warszawie
Parafia Matki Bożej Wspomożycielki Wiernych – parafia rzymskokatolicka należąca do dekanatu bielańskiego, archidiecezji warszawskiej, metropolii warszawskiej Kościoła katolickiego, w Warszawie. Obsługiwana przez księży diecezjalnych.

## Historia
Parafia została założona w 1988 przez metropolitę warszawskiego Józefa Glempa. 

### Kościół parafialny
Obecny kościół parafialny został wybudowany na przełomie lat osiemdziesiątych i dziewięćdziesiątych XX wieku. Wystrój ścian prezbiterium kościoła oraz drogę krzyżową wykonał pochodzący z Armenii artysta malarz i rzeźbiarz Zhora Golstyan.